# Lycodes macrolepis
Lycodes macrolepis és una espècie de peix de la família dels zoàrcids i de l'ordre dels perciformes.
És un peix marí, de clima temperat i demersal. Es troba a la mar d'Okhotsk i el nord de la Mar del Japó.
És inofensiu per als humans.